# Городское поселение посёлок Кысыл-Сыр
Городско́е поселе́ние посёлок Кысыл-Сыр — муниципальное образование в Вилюйском улусе Якутии Российской Федерации.
Административный центр — пгт Кысыл-Сыр.

## История
Статус и границы городского поселения установлены Законом Республики Саха (Якутия) от 30 ноября 2004 года N 173-З N 353-III «Об установлении границ и о наделении статусом городского и сельского поселений муниципальных образований Республики Саха (Якутия)».

## Население
| 2011  | 2012  | 2013  | 2014  | 2015  | 2016  | 2017  |
| ----- | ----- | ----- | ----- | ----- | ----- | ----- |
| 3084  | ↘2999 | ↘2909 | ↘2838 | ↘2797 | ↘2758 | ↘2728 |
| 2018  | 2019  | 2020  | 2021  | 2023  |       |       |
| ↘2686 | ↘2652 | ↗2655 | ↗2770 | ↗2798 |       |       |

## Состав городского поселения
| № | Населённый пункт | Тип населённого пункта      | Население |
| - | ---------------- | --------------------------- | --------- |
| 1 | Кысыл-Сыр        | пгт, административный центр | ↗2798     |